# Jordans normalform
Jordans normalform är inom linjär algebra en form för matriser som visar att en matris {\displaystyle M} kan uttryckas som en "nästan diagonal" matris genom basbyte. Den "nästan diagonala" matrisen är en Jordanmatris med {\displaystyle M}:s egenvärden i diagonalen. Diagonalisering kan ses som ett specialfall av Jordans normalform.
Jordans normalform är uppkallad efter Camille Jordan.

## Bakgrund
En {\displaystyle n\times n}-matris {\displaystyle A} är diagonaliserbar om och endast om summan av egenrummens dimensioner är n, d.v.s. att dimensionen för varje egenrum till egenvärde {\displaystyle \lambda _{i}}, den geometriska multipliciteten är lika med den algebraiska multipliciteten för {\displaystyle \lambda _{i}}.  Alla matriser är dock inte diagonaliserbara. Exempel:
{\displaystyle A={\begin{pmatrix}5&4&2&1\\0&1&-1&-1\\-1&-1&3&0\\1&1&-1&2\end{pmatrix}}.}
{\displaystyle A}:s egenvärden är 1, 2, 4, 4. Nollrummet {\displaystyle N(A-4I)} är dock endast endimensionellt, så matrisen är inte diagonaliserbar. Jordans normalform är då den bästa formen, närmast diagonalform, med ettor på vissa positioner i superdiagonalen. Det finns en inverterbar matris {\displaystyle T} så att:
{\displaystyle TAT^{-1}={\begin{pmatrix}1&0&0&0\\0&2&0&0\\0&0&4&1\\0&0&0&4\end{pmatrix}}.}
som är Jordanformen av {\displaystyle A}.

## Generell beskrivning
Generellt kan en komplex matris {\displaystyle A} genom basbyte omvandlas till en Jordanmatris {\displaystyle J}, dvs en blockdiagonal matris
{\displaystyle J={\begin{pmatrix}J_{1}\\&J_{2}\\&&\ddots \\&&&J_{p}\end{pmatrix}}}
Där varje block {\displaystyle J_{i}} är ett Jordanblock på formen:
{\displaystyle J_{i}={\begin{pmatrix}\lambda _{i}&1\\&\ddots &\ddots \\&&\ddots &1\\&&&\lambda _{i}\\\end{pmatrix}}}
Matrisen {\displaystyle J} kallas {\displaystyle A}:s Jordanform.
- Diagonalelementen i {\displaystyle J} är {\displaystyle A}:s egenvärden.
- Ettorna i {\displaystyle J} säges ligga i superdiagonalen och symboliserar de platser som fyllts ut med generaliserade egenvektorer. Notera att platserna för ettor och nollor kan vara blandade längs {\displaystyle J}:s superdiagonal men varje {\displaystyle J}-block innehåller endast ettor i sin diagonal och säges vara en cykel av en viss längd. Olika cykler kan höra till samma egenvärde.

## Härledning av Jordans normalform
Följande satser bygger upp varandra för att nå fram till Jordans normalform. Då bevisen är något långa utelämnas dessa förutom det för själva Jordans normalform.

### Sats 1
Ett vektorrum {\displaystyle V} kan skrivas {\displaystyle V=E_{1}\oplus \ldots \oplus E_{r}}  där  {\displaystyle E_{i}=E_{\lambda i},i=1,\ldots ,r} är generaliserade egenrummen till en avbildningsmatris {\displaystyle A:V\rightarrow V}

### Sats 2
För ett generaliserat egenrum {\displaystyle E_{i}} gäller att {\displaystyle \dim E_{i}=} algebraiska multipliciteten för {\displaystyle \lambda _{i}}

### Sats 3
Varje linjär avbildning {\displaystyle A:V\rightarrow V} kan representeras av {\displaystyle A=D+{\mathcal {N}}} där {\displaystyle D} är en diagonalmatris och {\displaystyle {\mathcal {N}}} är en nilpotent matris. Det gäller även att {\displaystyle D} och {\displaystyle {\mathcal {N}}} kommuterar, d.v.s. att {\displaystyle D{\mathcal {N}}={\mathcal {N}}D}

### Definition: cykler av generaliserade egenvektorer
En samling vektorer {\displaystyle {\bar {v}}_{1}^{1},\ldots ,{\bar {v}}_{p_{1}}^{1},\ldots ,{\bar {v}}_{1}^{s},\ldots ,{\bar {v}}_{p_{s}}^{s}} består av {\displaystyle s} stycken cykler där det övre indexet står för vilken cykel vi är i och det undre står för vilken vektor i cykeln vi är i. En cykel består av generaliserade egenvektorer och hör till ett visst egenvärde {\displaystyle \lambda _{i}}. Ordet cykel kommer från att {\displaystyle {\bar {v}}_{1}^{i}={\mathcal {N}}{\bar {v}}_{2}^{i},{\bar {v}}_{2}^{i}={\mathcal {N}}{\bar {v}}_{3}^{i},\ldots ,{\bar {v}}_{p_{k}-1}^{i}={\mathcal {N}}{\bar {v}}_{p_{k}}^{i}} där {\displaystyle {\mathcal {N}}=(A-\lambda I)}. 
Anmärkning: En, flera eller alla av cyklerna {\displaystyle 1-s} kan höra till ett och samma egenvärde. Det meningsfulla med cykler är att vi i varje cykel får ett Jordanblock med endast ettor i superdiagonalen och kan göra en exakt beskrivning.

### Sats 4
Alla cykler av generaliserade egenvektor {\displaystyle {\bar {v}}_{j}^{i}} är linjärt oberoende

### Sats 5
{\displaystyle {\mathcal {N}}:V\rightarrow V} nilpotent matris {\displaystyle \Rightarrow } det existerar en bas för {\displaystyle V} som är en union av cykler av generaliserade egenvektorer, även kallad en strängbas.

### Sats: Jordans normalform
Varje linjär avbildning {\displaystyle A:V\rightarrow V} kan representeras av 
{\displaystyle J={\begin{pmatrix}A_{1}\\&A_{2}\\&&\ddots \\&&&A_{p}\end{pmatrix}}} 
där
{\displaystyle A_{i}={\begin{pmatrix}J_{i,1}\\&J_{i,2}\\&&\ddots \\&&&J_{i,q}\end{pmatrix}}}
med 
{\displaystyle J_{i,k}={\begin{pmatrix}\lambda _{i}&1\\&\ddots &\ddots \\&&\ddots &1\\&&&\lambda _{i}\\\end{pmatrix}}}
varje {\displaystyle A_{i}} kommer från respektive egenvärde {\displaystyle \lambda _{i}} och delas in i Jordanblock {\displaystyle J_{i,k}}, ett för varje cykel som hör ihop med {\displaystyle \lambda _{i}}. {\displaystyle J} fås från basbyte {\displaystyle A=TJT^{-1}}, där {\displaystyle T} är en inverterbar matris.

#### Bevis Jordans Normalform
Beviset är trivialt då vi förstår vad sats 5 betyder. Enligt sats 5 kan varje nilpotent {\displaystyle {\mathcal {N}}} representeras som
{\displaystyle {\mathcal {N}}={\begin{pmatrix}\underbrace {\begin{matrix}0&1&&\\&\ddots &\ddots &\\&&\ddots &&1\\&&&&0\\\end{matrix}} _{p_{1}\;kolonner}&\\&&\ddots &\ddots \\&&&&\overbrace {\begin{matrix}0&1&&\\&\ddots &\ddots &\\&&\ddots &&1\\&&&&0\\\end{matrix}} ^{p_{s}\;kolonner}\\\end{pmatrix}}}
Med sats 3 som säger att {\displaystyle A=D+{\mathcal {N}},\;D} diagonalmatris och {\displaystyle {\mathcal {N}}} nilpotent matris, kan vi nu skapa Jordans Normalform {\displaystyle J} med egenvärden i diagonalen och ettor på superdiagonalen från de positioner i N som har ettor.

## Exempel
{\displaystyle A={\begin{pmatrix}-1&2&-1&-1\\1&-2&-2&1\\1&1&-2&-2\\2&2&-1&-4\end{pmatrix}}.}
Vi söker den bästa basen till A och det får vi genom att söka egenvärden och egenvektorer till A, precis som vid vanlig diagonalisering. Genom att lösa sekularekvationen fås A:s egenvärden till {\displaystyle \lambda =-3,-3,-3,0}. Här har alltså det multipla egenvärdet {\displaystyle \lambda =-3} algebraisk multiplicitet 3 och det enkla egenvärdet {\displaystyle \lambda =0} algebraisk multiplicitet 1.
{\displaystyle \lambda _{1}=0}: {\displaystyle {\bar {v}}=t{\begin{pmatrix}1\\1\\0\\1\end{pmatrix}}\Rightarrow E_{1}=\left[{\begin{pmatrix}1\\1\\0\\1\end{pmatrix}}\right],\dim E_{1}=} algebraisk multiplicitet 1.
{\displaystyle \lambda _{2}=-3}: {\displaystyle {\bar {v}}=t{\begin{pmatrix}1\\-1\\0\\0\end{pmatrix}}+s{\begin{pmatrix}1\\0\\1\\1\end{pmatrix}}\Rightarrow E_{2}=\left[{\begin{pmatrix}1\\-1\\0\\0\end{pmatrix}},{\begin{pmatrix}1\\0\\1\\1\end{pmatrix}}\right],\dim E_{2}<} algebraisk multiplicitet 3.
Vi ser att A inte är en diagonaliserbar matris. Vi vill nu fylla ut egenrummet för {\displaystyle \lambda =-3} till ett generaliserat egenrum, detta gör man genom att fylla ut med en generaliserad egenvektor. För att få fram en generaliserad egenvektor löser vi {\displaystyle (A+3I)^{2}{\bar {v}}=0}. Detta ger:
{\displaystyle {\bar {v}}=r{\begin{pmatrix}1\\-1\\0\\0\end{pmatrix}}+s{\begin{pmatrix}1\\0\\1\\1\end{pmatrix}}+t{\begin{pmatrix}2\\0\\1\\0\end{pmatrix}}\Rightarrow gen.E_{2}=\left[{\begin{pmatrix}1\\-1\\0\\0\end{pmatrix}},{\begin{pmatrix}1\\0\\1\\1\end{pmatrix}},{\begin{pmatrix}2\\0\\1\\0\end{pmatrix}}\right],dim(gen.E_{2})=3=} algebraisk multiplicitet.
Fördelen med att återanvända vektorer ur {\displaystyle E_{2}} är att när vi nu ska skapa en strängbas(Jordan-bas) för att få fram basbytesmatrisen T till jordanformen J så kommer vi börja använda den vektor som ej ligger i egenrummet {\displaystyle E_{2}} vilket vi enkelt ser är vektorn {\displaystyle \left(2\;0\;1\;0\right)^{t}}
För egenvärdet {\displaystyle \lambda =0} väljer vi {\displaystyle v_{1}^{1}=(1\;1\;0\;1)^{t}} som basvektor i Jordanbasen. 
Övre siffran i {\displaystyle v_{1}^{1}} står för vilken cykel vi är i och den undre siffran står för inre numrering i cykeln (Jämför med utseende av Jordanformen J).
För egenvärdet {\displaystyle \lambda =-3} söker vi en strängbas {\displaystyle v_{1}^{2},v_{1}^{3},v_{2}^{3}} för {\displaystyle gen.E_{2}} där {\displaystyle (A+3I)v_{1}^{2}=(A+3I)v_{1}^{3}={\bar {0}}}   och   {\displaystyle (A+3I)v_{2}^{3}=v_{1}^{3}}
Först väljs {\displaystyle v_{2}^{3}={\begin{pmatrix}2\\0\\1\\0\end{pmatrix}}} och med denna plockar vi fram {\displaystyle v_{1}^{3}} genom samband ovan. Man får då {\displaystyle v_{1}^{3}={\begin{pmatrix}3\\0\\3\\3\end{pmatrix}}}
Det som ska gälla för {\displaystyle v_{1}^{2}} är att denna vektor ska ligga i {\displaystyle E_{2}} och vara linjärt oberoende med {\displaystyle v_{1}^{3}}, eftersom {\displaystyle v_{1}^{3}=\left(3\;0\;3\;3\right)^{t}} är en av vektorerna i {\displaystyle E_{2}} kan man välja den andra som ju är linjärt oberoende med denna, d.v.s. {\displaystyle v_{1}^{2}=\left(1\;{-1}\;0\;0\right)^{t}}
Vi väljer basbytesmatrisen {\displaystyle T={\begin{pmatrix}{\big |}&{\big |}&{\big |}&{\big |}\\v_{1}^{1}&v_{1}^{2}&v_{1}^{3}&v_{2}^{3}\\{\big |}&{\big |}&{\big |}&{\big |}\\{\big |}&{\big |}&{\big |}&{\big |}\\\end{pmatrix}}={\begin{pmatrix}1&1&3&2\\1&-1&0&0\\0&0&3&1\\1&0&3&1\\\end{pmatrix}}}
Genom vanligt bassamband fås {\displaystyle A=TJT^{-1}} där J kallas Jordan-formen. Man vet redan i förväg hur denna kommer att se ut, alla egenvärden i diagonalen och ettor i superdiagonalen på de platser man skapat generaliserade egenvektorer. I vårt exempel så blir 
{\displaystyle J={\begin{pmatrix}0&0&0&0\\0&-3&0&0\\0&0&-3&1\\0&0&0&-3\\\end{pmatrix}}}
För {\displaystyle \lambda =0} som var enkelt egenvärde fick vi endast en vanlig egenvektor som fyllde upp {\displaystyle E_{1}}. För {\displaystyle \lambda =-3} fick två egenvektorer och en generaliserad egenvektor som vi satte sist i T, därför hamnar 1 i superdiagonalen över den sista 3:an där vi alltså fyllde ut med en generaliserad egenvektor.

## Tillämpningar
Det finns ett stort användningsområde för Jordans normalform. Om man ser de diagonaliserbara matriserna som ett specialfall av Jordans normalform så kan man använda samma lösningsgång till att byta till den enklaste möjliga basen.
- System av differentialekvationer
- System av differensekvationer
- Byte till enklare bas för kvadratiska former